# Scopula vittora
Scopula vittora là một loài bướm đêm trong họ Geometridae.